# چیگنیک لیک، آلاسکا
چیگنیک لیک (به انگلیسی: Chignik Lake) یک منطقهٔ مسکونی در ایالات متحده آمریکا است که در Lake and Peninsula Borough واقع شده‌است. چیگنیک لیک ۵۶٫۸ کیلومتر مربع مساحت و ۷۳ نفر جمعیت دارد.